# Miyanishin (huyện)
Miya Nishin là một huyện thuộc tỉnh Kandahar, Afghanistan. Dân số thời điểm năm 1999 là -12,6 người.